# Liste der Kulturdenkmäler in Gilzem
In der Liste der Kulturdenkmäler in Gilzem sind alle Kulturdenkmäler der rheinland-pfälzischen Ortsgemeinde Gilzem aufgeführt. Grundlage ist die Denkmalliste des Landes Rheinland-Pfalz (Stand: 27. Juni 2022).

## Einzeldenkmäler
| Bezeichnung                                           | Lage                                          | Baujahr                           | Beschreibung                                                                           | Bild                           |
| ----------------------------------------------------- | --------------------------------------------- | --------------------------------- | -------------------------------------------------------------------------------------- | ------------------------------ |
| Kapelle                                               | Eisenacher Straße, vor Nr. 7 Lage             | um 1900                           | Kapelle, um 1900                                                                       | BW                             |
| Tür                                                   | Eisenacher Straße, an Nr. 20 Lage             | 1869                              | Türblatt, historistische Formen, 1869                                                  | BW                             |
| Wegekreuz                                             | Hauptstraße, bei Nr. 7 Lage                   | 1665                              | Wegekreuzfragment, Luxemburger Sandstein, bezeichnet 1665                              | BW                             |
| Tür und Mobiliar                                      | Hauptstraße, an Nr. 15 Lage                   | 1836                              | Türblatt, Ausstattung der Stube, 1836                                                  | BW                             |
| Alte katholische Filialkirche St. Johannes der Täufer | Hauptstraße, bei Nr. 17 Lage                  | 1782                              | kleiner Saalbau, bezeichnet 1782; Schaftkreuz, bezeichnet 1831                         | weitere Bilder Fotos hochladen |
| Grabmale                                              | Hauptstraße, bei Nr. 17 auf dem Friedhof Lage | erste Hälfte des 19. Jahrhunderts | Grabkreuze, Rotsandstein, bezeichnet 1816; Hochreliefs, Luxemburger Sandstein, um 1836 | BW                             |
| Fassade                                               | Hauptstraße, an Nr. 29a Lage                  | spätes 18. Jahrhundert            | siebenachsige barocke Fassade, spätes 18. Jahrhundert                                  | BW                             |
| Tür                                                   | Hauptstraße, an Nr. 30 Lage                   | um 1900                           | Türblatt, späthistoristische Formen                                                    | BW                             |
| Portal                                                | Hauptstraße, an Nr. 38 Lage                   | 1790                              | barockes Oberlichtportal, bezeichnet 1790; Spolie, bezeichnet 1746                     | BW                             |
| Wegekreuz                                             | Hauptstraße, bei Nr. 40 Lage                  | 1900                              | Wegekreuz, aufwändiges Sandsteinmonument, bezeichnet 1900                              | BW                             |
| Portal                                                | Idesheimer Straße, an Nr. 16 Lage             | 1812                              | Portal, Louis-Seize-Formen, bezeichnet 1812                                            | BW                             |
| Portal                                                | Idesheimer Straße, an Nr. 22 Lage             | 1820er Jahre                      | Portal, 1820er Jahre                                                                   | BW                             |